# Велика Багачка
Вели́ка Бага́чка (до 1925 року — Багачка) — селище в Миргородському районі Полтавської області, центр Великобагачанської селищної громади. До 2020 року районний центр. Історичне населене місце.

## Географічне розташування
Селище Велика Багачка знаходиться на правому березі річки Псел, за 78 км від облцентру (автошлях E40). Вище за течією на відстані 1,5 км розташоване село Псільське, нижче за течією на відстані 3 км розташоване село Гарнокут, на протилежному березі — села Мала Решетилівка та Затон. Також Великою Багачкою протікає річка Багачка, яка впадає до Псла на південний схід від селища. Через селище проходить автомобільна дорога Т 1719.

## Назва
Акт королівського надання «пустого урочища Богачка» («з ґрунтами, полями званими Балакліка і Рудка, до тієї пустоші Богачка виміряними»), в «адміністрації Миргородській», шляхтичу (імовірно з Волині) Яну Клосинському та його дружині Єлізаветі («Ельжбеті») Вишковській виданий у Варшаві 20 вересня 1630 року. Привілей на статус містечка для Богачки той самий Я.Клосинський отримав 20 березня 1637 року. За ним містечко отримувало право на два торгових дні на тиждень (вівторок і субота) та проведення чотирьох ярмарків протягом року. Ян (Іван) Клосинський підписувався як «державець полтавський і богацький» ще 7 березня 1646 року. Рід Клосинських (Глосинських-Глошинських) згодом покозачився (див. згадку Михайла Клосинського, козака в Миргороді, у Зборівському реєстрі 1649 року).
Одним з перших «імен», знаних в історії містечка, було ім'я Михайла Браславця, козака похованого у місцевій церкві 1644 року. Водночас згадується (це вже легенда) один із перших поселенців — Багач. Є підстава вважати, що це одна і та ж сама особа: цілком можливо, Багач прийшов з Брацлава (Немирівський район Вінницької області), за що й був прозваний Брацлавцем подібно до того, як Микита Сененко був прозваний Уманцем. Назва селища і річки походить від цього прізвиська.. Утворилася за допомогою суфікса -к-. Великою названа в 1925 році на відміну від однойменного села, що виникло пізніше неподалік.

## Історія

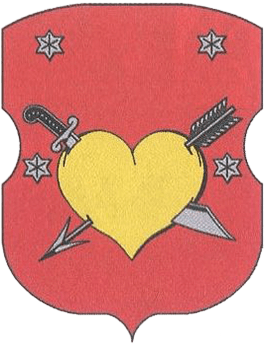
Історичний герб селища

Перші письмові згадки про Багачку припадають на кінець XVI — початок XVII століття. Поселення згадується і на карті України, складеній у 2-й чверті XVII століття французьким інженером Гійомом Бопланом під назвою Богачка. За іншою легендою, свою назву Багачка отримала в честь першого поселенця в цій місцині — козака Івана Богача.
Виникла Багачка, як і більшість населених пунктів між Сулою і Пслом, шляхом козацької колонізації. Селяни і козаки, рятуючись від нещадного гніту польських панів, тікали з Правобережної України на Лівобережжя. Полтавський дореволюційний історик Л. В. Падалка твердить, що першим поселенцем Багачки був виходець з-за Дніпра Михайло Брацлавець. В інших джерелах зазначається, що дійсно у 1644 році в Багачці було поховано «козака королівської милості» Михайла Брацлавця. Водночас згадується один із перших поселенців — козак Іван Богач. Є підстави вважати, що назва селища Багачки, як і однойменної річки, походить від його прізвища. В матеріалах українських істориків М. О. Максимовича та Ф. Д. Ніколайчика, згадується «богацька сотня». Це наштовхує на думку про можливість існування другої назви поселення — Богацьке. Великою Багачкою вона названа в 1925 році.
Життя у новому поселенні далеко не виправдовувало сподівань селян і козаків-втікачів. Через відсутність знарядь і малоземелля їм доводилось іти в кабалу до більш заможної козацької старшини.
Нестерпна експлуатація посилювалась національним і релігійним гнітом. Селяни і козаки тікали на Запоріжжя або повставали.
В роки визвольної війни українського народу проти шляхетської Польщі (1648—1657 рр.) в Україні було запроваджено новий адміністративний поділ. Україна поділялась на полки, а полки на сотні.
З 1649 року село Богачка стає сотенним містечком Миргородського полку, згодом — Полтавського, а близько 1687 року знову перейшла до Миргородського. Тоді Богацька сотня налічувала 256 чоловік, її очолював сотник Іван Гузий. У списках козаків того часу були богачанці Я. Шепель, С. Опришко, Ф. Чпала, П. Заяченко, Л. Яценко, Ф. Гаркуша та інші.
Після смерті Б. Хмельницького козаки Богачанської сотні на чолі з полтавським полковником Мартином Пушкарем, якого підтримувала Москва, взяли активну участь у боротьбі проти влади гетьмана Івана Виговського, який за короткий час (1657— 1659 рр.) роздав церкві та українцям багато земель.
Двічі (1648 та 1696 роках) Богачка вщент спалювалася кримчаками. Тому богачанцям багато разів доводилося піднімати своє селище з руїн і згарищ.

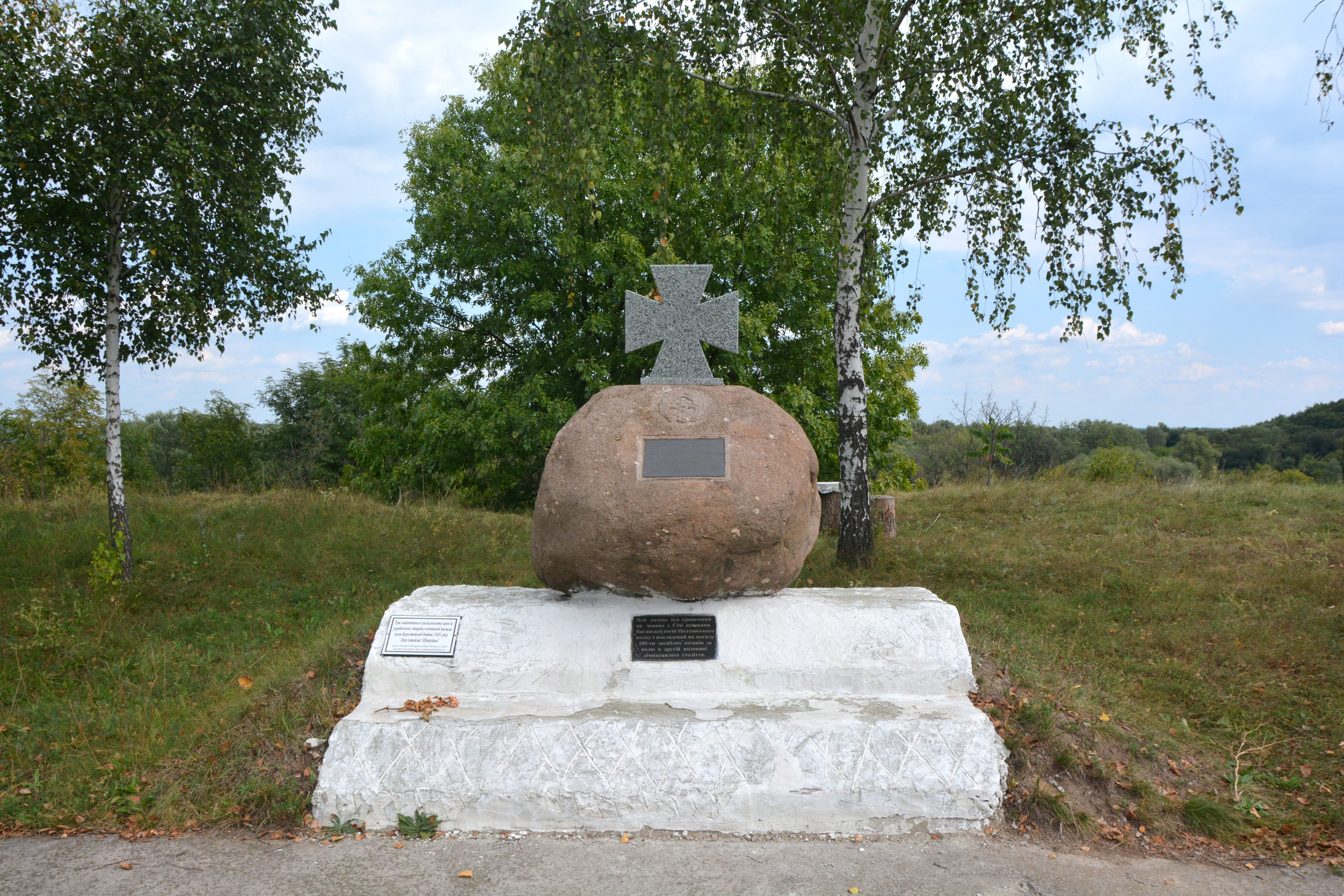
Пам'ятний знак козакам Багачанської сотні

Активну участь у довголітній Північній війні (1700—1721 рр.) брали козаки Богачанської сотні. Зокрема, у грудні 1701 року вони були в складі російських військ, які під Ераствере здобули першу велику перемогу над шведами.
Пізніше, у 1709 році, коли шведські війська зайшли в Україну, козаки разом з селянами подавали велику допомогу російським військам.[джерело?]
У 1710 році в селищі збудували церкву Різдва Богородиці.
В ході боротьби проти численних ворогів у жителів містечка формувалися волелюбні традиції. Але дуже скоро козаки, якими вважали себе всі жителі Богачки, потрапили в залежність від козацької старшини. Початок їх покріпаченню поклав універсал гетьмана Данила Апостола, який пожалував сотникові Андрію Москаленку за військову службу шість дворів.
Процес покріпачення селян і козаків у Богачці проходив досить інтенсивно. Якщо в 1729 році феодалам та козацькій старшині належало тільки 29 дворів з 228, то в 1846 році з 2082 жителів Богачки 633 чол., або майже третина населення, була закріпачена.
У складі Богацької сотні на 1764 рік значилося 372 чоловіки населення.
В останній чверті XVIII століття, після ліквідації полкового устрою, Богачка була включена до складу Миргородського повіту Київського намісництва, який з березня 1802 року ввійшов до Полтавської губернії. Містечко поступово виростало в значний населений пункт.
В 1839 році в Богачці створене волосне управління. На 1846 рік у волосному центрі проживало 2082 особи. У 1847 році в Богачці відкрилося приходське училище, у якому навчалося 50 дітей.
За даними на 1859 рік у державному та власницькому містечку мешкало 3200 осіб (595 чоловічої статі та 677 — жіночої), налічувалось 204 дворових господарства, існували 2 православні церкви, сільське приходське училище, завод, відбувалось 2 ярмарки на рік.
Напередодні реформи 1861 року в Богачці вже налічувалось 428 дворів, з них дворів кріпосних селян — 278. Земельні угіддя Богачки між її населенням розподілялися вкрай нерівномірно. Основну частину цих угідь ще в 1-й чверті XIX століття захопили поміщики. Зокрема, полковникам Капністу і Кулябці, панам Заблодському, Данилевському, Базилевському та Науменку належали дві третини всіх земель Богачки і лише одна третина — селянам.
Під час реформи 1861 року 311 ревізьких душ селян кріпаків одержали від поміщиків 359 десятин 2361 кв. сажень землі, а 32 ревізькі душі державних селян одержали від казни 46 десятин 1567 кв. саженів землі. За ці наділи селяни змушені були сплачувати викупні платежі, що було не під силу багатьом господарствам.
1881 року була споруджена Троїцька церква.
Станом на 1885 рік у колишньому власницькому селі, центрі Багачанської волості, мешкало 1541 особа, налічувалось 262 дворових господарства, існували 2 православні церкви, єврейський молитовний будинок, школа, 3 постоялих двори, 10 постоялих будинків, 2 лавки, 4 кузні, 5 водяних і 23 вітряних млини, 3 цегельних і винокурний заводи, відбувалось 4 ярмарки на рік.
За переписом 1897 року кількість мешканців зросла до 3320 осіб (1580 чоловічої статі та 1740 — жіночої), з яких 3144 — православної віри.
В умовах розвитку капіталізму ще більше посилилося розшарування селянства. Кількість бідняцьких господарств з кожним роком зростала, а їхні земельні наділи зменшувались. Так, у 1910 році на 603 господарства Богачки припадало 3006 десятин землі. Більша її частина (1755 десятин) належала 28 заможним господарствам, а решта розподілялась між середняками та бідняками. На кожен двір припадало менше як 2 десятини землі. Серед бідняцьких господарств 30 було зовсім безземельних.
Землю обробляли здебільшого за допомогою примітивних знарядь праці. Ще в 1900 році у Богачці було 140 дерев'яних плугів, 120 дерев'яних борін, 160 рал. Лише п'ять багатіїв на всю Богачку мали по сівалці. Тому й не дивно, що врожаї були мізерні.
Вирощували здебільшого жито, пшеницю, просо, гречку, ячмінь, баштанні, з технічних культур — тютюн, який відправлявся на тютюнові фабрики до Кременчука та Черкас. В панських економіях велика увага приділялася тваринництву м'ясного напряму. Свою продукцію економії збували в інші міста країни і навіть за кордон.
Умови життя бідняцької частини населення Багачки були такі тяжкі, що бідняки мусили назавжди залишати рідний край і переселятися до Сибіру, Казахстану, на Дон, Кубань, Ставропілля, у Таврію. Тільки з 1882 по 1886 рік з Багачанської волості виїхали 168 сімей, а за період з 1898 по 1900 рік — 92 сім'ї.
Не кращим було і становище ремісників та робітників, що працювали на підприємствах, які виникли тут ще напередодні скасування кріпосного права. В Багачці, зокрема, працювали винокурний завод, дві кузні та водяний млин. При млині діяли сушильня та сукновальня. Частина населення добувала білу глину для своїх потреб та на продаж. Кількість жителів, які займалися кустарними промислами та ремісництвом, була досить значною. В Багачці налічувалось 58 теслярів, 39 шевців, 5 столярів, 13 ковалів і 81 кравець. Більш як 120 чол. візникували.
Тяжкі матеріальні умови, голод і нестатки призводили до масових захворювань. А лікуватися не було де. Адже лікар і фельдшер, які працювали в земській лікарні, що мала всього 5 ліжок, не могли забезпечити населення необхідною медичною допомогою.
Не краще було і з освітою. Народне училище відкрилося в Багачці лише у 1847 році, де вчилося всього 50 дітей переважно заможної частини населення. Після реформи кількість учнів у народному училищі збільшилась, і вже у 1906 році їх було 158 (146 хлопчиків і 12 дівчаток). До цього училища ходили діти і з навколишніх сіл. 35 учнів, що жили за 4-5 км від школи, кинули навчання ще до кінця учбового року. Тому й не дивно, що за переписом 1910 року в Багачці неписьменних було 73,8 % серед чоловіків і 90 % серед жінок.
Під час революції 1905—1907 рр. жителі Багачки висловлювали на мітингах свій протест проти безправного й нужденного життя. Селяни підтримували виступи робітників інших міст, засуджували криваві дії царизму в Петербурзі, співали революційних пісень.

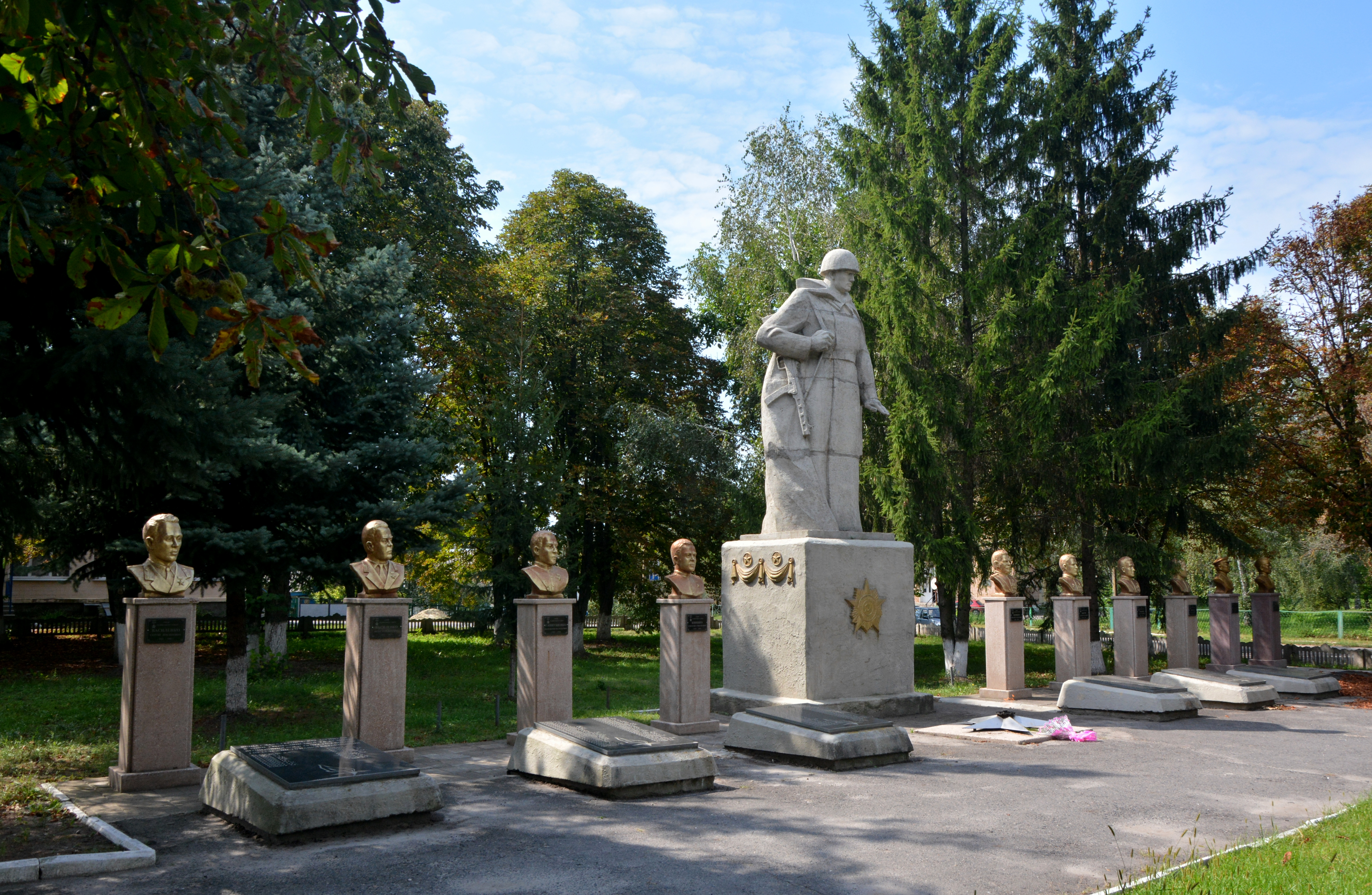
Братська могила радянських воїнів, партизанів, пам'ятник землякам

Один з таких мітингів відбувся в грудні 1905 року. На ньому виступили революційно настроєні студенти Д. Бакало та Т. Коган, що приїхали з Києва.
Активну участь у пробудженні політичної свідомості населення Багачки брали і місцеві жителі — М. М. Саренко та І. Ф. Супруненко. Вони поширювали тут листівки, які одержували з Москви від студентів університету. В простій і дохідливій формі вони роз'яснювали односельчанам, що тільки шляхом повалення царизму можна одержати землю, політичні права.
На 1910 рік населення Богачки становило 3150 чоловік. Ремісничих людей було не багато: теслярів — 12, шевців — 18, чоботарів — 17, столярів — 5, ковалів — 6, ткачів — 5. Всі інші мешканці займалися землеробством, рідше — вівчарством.
Майже в кожній сім'ї загинув чоловік, чи брат, чи син під час Першої світової війни. Чимало покалічених на війні солдатів повернулося додому.
Колишній сільський староста, як тільки звістка про повалення самодержавства дійшла до Багачки, скликав збори селян, на яких заможні селяни утворили т. зв. «комітет спокою», що підтримував Тимчасовий уряд.
На 1917 рік Богачка вважалася селянами навколишніх сіл одним із культурних населених пунктів. Адже в ній діяло дві початкові школи, земська лікарня і дві церкви. Інтелігенція була представлена шістьма вчителями, лікарем та фельдшером.
У січні 1918 року у Багачці розпочалась радянська окупація. У березні 1918 року Багачку було звільнено німецькими військами, які допомогли місцевим націоналістам встановити українську владу.
У лютому 1919 року, село було окуповане більшовиками знову. Наприкінці липня 1919 року владу в селі захопили денікінці.На початку грудня 1919 року в Багачці знову відновлюється радянська окупація.
Встановлення і зміцнення радянської окупації проходило в жорсткій боротьбі. Загони Скирди, Калиберди, Киктя та інших кілька разів здійснювали напади на радянські органи влади у Багачці.

Селяни відмовлялися здавати хліб за продрозкладкою, вдаючись навіть до терористичних актів щодо партійних та радянських працівників. Так, у 1920 році під час проведення призову до Червоної Армії, у селі Кротівщині селяни вбили більшовика І. А. Коваля. У вересні 1920 року на хуторі Балюках селяни напали на продовольчий загін з 7 чоловік і після жорстоких катувань убили продзагонівців і його комісара — Г. М. Соловей.

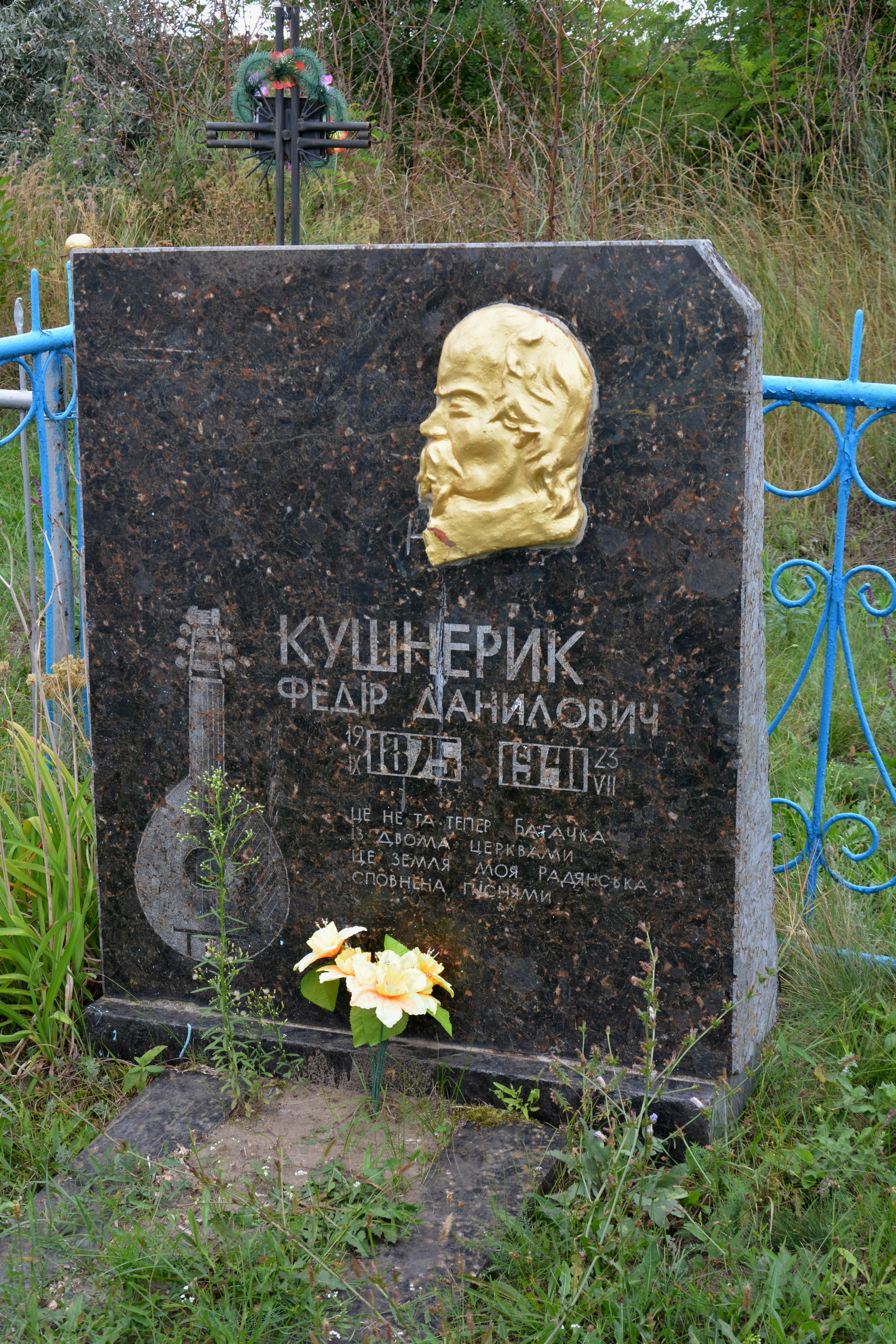
Могила українського кобзаря Ф. Д. Кушнерика

Протягом перших років Радянської влади Багачка виросла в значний населений пункт. Вона була центром волості, у березні 1923 року стала центром сільської Ради Устивицького району, а з березня 1925 року — центром новоутвореного Великобагачанського району. З цього року за селищем закріплюється назва — Велика Багачка.
На території району тоді проживало понад 26 тис. чол. Організатором і натхненником усіх соціалістичних перетворень на селі виступали комуністи і комсомольці. В районі на той час налічувався 41 комуніст і 92 комсомольці.
Перетворення Великої Багачки на райцентр сприяло її подальшому розвитку. Тут на цей час працювали млин, крупорушка, олійниця та сукновальня, виник ряд підприємств побутового обслуговування населення. Розширилася лікарня.
Основним заняттям жителів після революції залишалося сільське господарство. Ставши господарями своєї долі, селяни приступили до кооперування сільськогоподарського виробництва.
Першим кооперативним об'єднанням у Великій Багачці було утворене в 1925 році Товариство спільного обробітку землі — «Соціалістична праця», яке очолив комуніст-бідняк П. І. Безуглий. Це товариство об'єднувало понад 300 селян і мало у своєму розпорядженні трактор, двигун, 2 молотарки та черепичну майстерню. Велику організаторську роботу по створенню першого кооперативного об'єднання провів партійний осередок селища на чолі з секретарем К. І. Потаком. У складі осередку в той же час уже налічувалося 8 членів партії і 5 кандидатів.
Товариство спільного обробітку землі існувало недовго, бо трудове селянство Великої Багачки перейшло до більш високої форми кооперативного об'єднання. У 1927 році в селищі створюється дві артілі — «Перше травня» і «Перемога», а в період суцільної колективізації сільського господарства країни у Великій Багачці виникає ще чотири артілі: «Жовтнева революція», «Перекоп», ім. Леніна та «Перше травня».
Поширюються і інші форми кооперування. У 1927 році в селі утворилося кооперативне товариство «Промінь села», яке придбало динамо-машину. Після її встановлення і побудови електролінії в хатах 337 трудівників села з'явилося електричне освітлення.
Запеклий опір чинили колгоспному будівництву багатії, на долю яких у селищі припадало 5 % усіх селянських господарств. Але все більше і більше селян-одноосібників вимушено вступало в колгоспи. На 1931 рік в укрупненому Великобагачанському районі вже було кооперовано понад 80 % усіх селянських господарств. У 1932 році на базі існуючих артілей було утворено 3 — «Перше травня», ім. Леніна і «Перекоп». Очолили ці нові колгоспи здібні організатори С. Іващенко, Т. І. Бутяга і Д. Романенко.

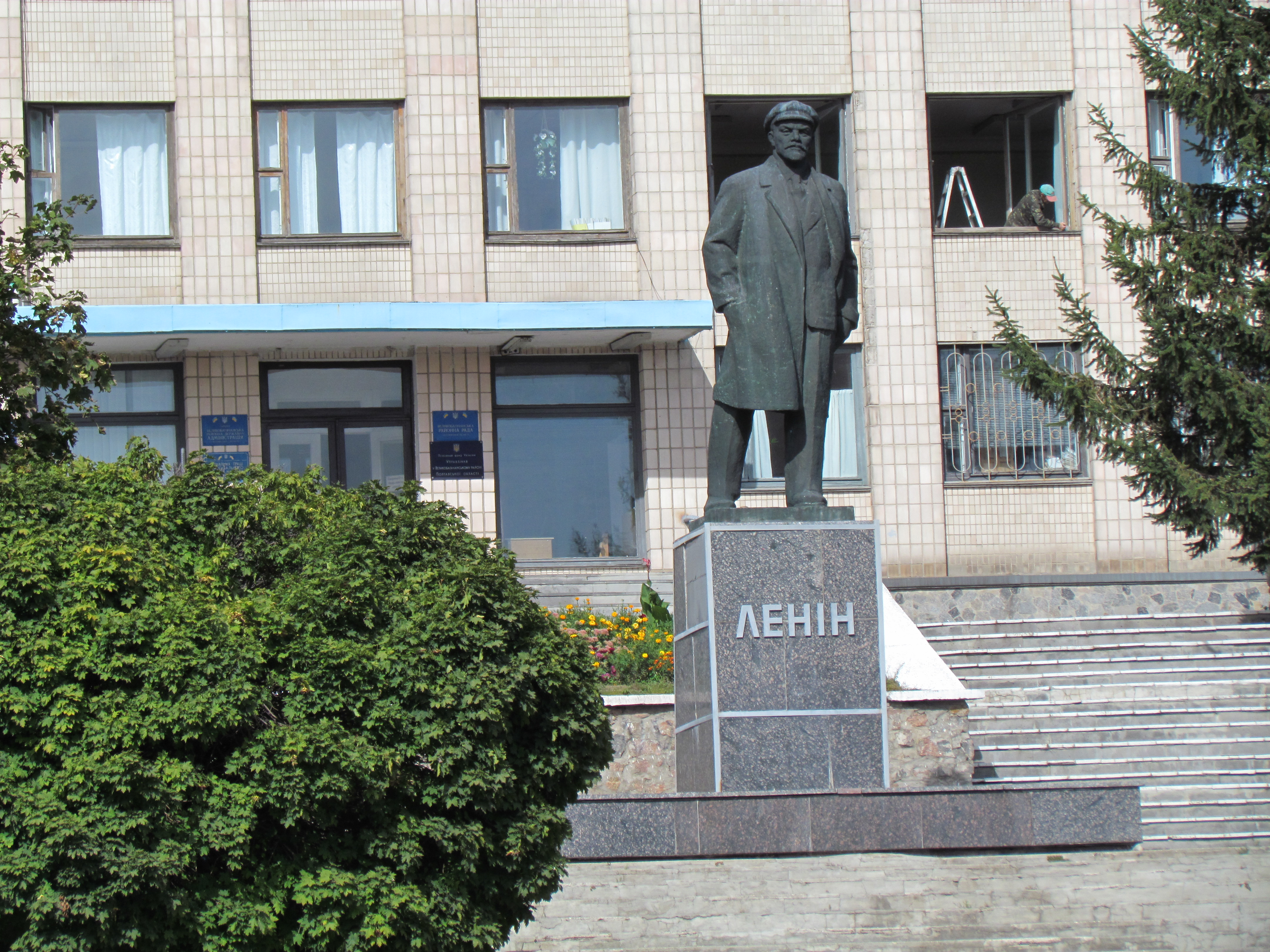
Пам'ятник В. І. Леніну (безпечно демонтований 25 травня 2016 року)

Але й об'єднані колгоспи були порівняно невеликими. Їх земельні угіддя становили 3500 га. В колгоспах переважало зернове господарство. Тваринництво було розвинуто ще слабо. Досить сказати, що на фермах колгоспу «Перше травня» було всього 43 корови.
Багато сил і енергії віддали колгоспному будівництву члени Великобагачанського райкому партії Гончаров, Молочко-Волошко, Дєдов, Пехтеров, секретар сільської комсомольської організації Бондарева та багато інших партійних, радянських і комсомольських працівників.
Колгоспи Великобагачанської сільради проявляли організованість у роботі. В 1932 році, наприклад, вони першими в районі завершили весняну сівбу. Трудящі брали активну участь і в розповсюдженні державних позик. Перед вели і в цьому комуністи, учасники громадянської війни. Так, М. П. Ситник — колишній червоний партизан — першим вніс готівкою всю суму передплати позики, і його приклад наслідували й інші.
Значну допомогу в становленні й зміцненні колгоспного господарства подала перша у Великобагачанському районі МТС, утворена в 1930 році в с. Устивиці, яка мала в своєму розпорядженні 27 тракторів «Фордзон» та «Інтернаціонал». З 1932 року МТС почала одержувати трактори з Харківського тракторного заводу. Тоді ж розгорнулося будівництво машинно-тракторної майстерні.
Механізатори рік у рік перевиконували виробничі завдання. Особливо великих успіхів добивалися трактористи бригади П. Писанки. Тут виробіток на кожен із тракторів ХТЗ перевищував 890 га при значній економії пального. Високих показників добився й комбайнер І. І. Колодяжний. Своїм комбайном «Комунар» він за сезон скосив і змолотив урожай на площі 446 гектарів.
У 1932–1933 роках внаслідок Голодомору, проведеного радянським урядом, у селищі загинуло 890 мешканців, у тому числі встановлено імена 2 загиблих. Збереглися свідчення про Голодомор місцевих жителів, серед яких Базай П. Г. (1920 р. н.), Данько П. Г., Лозова В. Л. (1929 р. н.).
8 травня 1936 року Велику Багачку відвідав перший секретар ЦК КП(б)У С. В. Косіор. Він побував у колгоспах, на полі, зустрічався з колгоспниками. Такі зустрічі сприяли підвищенню трудової активності колгоспників.
Самовіддана праця колгоспників і механізаторів давала певні плоди. Зросла врожайність, підвищилась дохідність громадського господарства, що давало змогу краще оплачувати працю. Так, у 1936 році в колгоспах Великобагачанського району було видано на кожний вироблений трудодень в середньому по 4,5 кг хліба і по 2 карбованці.
Зростала Велика Багачка. У 1939 році тут налічувалось 3267 жителів.
Велике піклування проявляла держава про охорону здоров'я трудящих. Тут працювала лікарня на 35 ліжок і аптека, дитячі ясла на 30 місць.
Рік у рік зростав рівень освіти й культури населення. До середини 30-х рр. у селищі було ліквідовано неписьменність. У 1935 році завершено будівництво нового двоповерхового будинку середньої школи, де вже в наступному році навчалося понад 300 учнів.
З 1922 року у Великій Багачці працювали сільський клуб і бібліотека, а у 1935 році гостинно відкрилися перед трудящими двері Будинку культури. Приміщення колишнього клубу переобладнали на кінотеатр.
За радянських часів на повний голос заспівав талановитий кобзар Ф. Д. Кушнерик, яким по праву пишаються односельчани. Він став членом Спілки письменників України і створив багато історичних пісень та дум.
15 грудня 1940 року в Великій Багачці в урочистій обстановці було відзначено 65-річний ювілей Ф. Д. Кушнерика. Сюди, за дорученням Спілки письменників України, прибув П. Г. Тичина. У своєму виступі він зазначав, що Ф. Д. Кушнерик «…являє собою в історії народної творчості немовби ті широко розчинені двері, через які передаються до нас найкращі традиції і почуття минулого».
На згадку про своє перебування у Великій Багачці П. Г. Тичина подарував школі фото з автографом і свої твори. Під впливом цієї зустрічі він написав вірш «Їдемо з Великої Багачки».
Значного розвитку набула у Великій Багачці художня самодіяльність. На районному огляді шкільний хор зайняв перше місце. Там же було відзначено і оркестр народних інструментів.
Мирне життя великобагачанців було перерване підступним нападом на нашу країну німецьких загарбників.
23 червня 1941 року в Будинку культури Великої Багачки відбувся мітинг трудящих, які зібралися сюди для того, щоб висловити свій гнів і ненависть до кровожерливих нацистських розбійників. Учасники мітингу заявили про свою готовність зі зброєю в руках виступити на захист Батьківщини: «Ми всі, як один, вважаємо себе в мобілізаційній готовності. Ворог буде розбитий. Ми ще більше піднесемо продуктивність праці, збільшимо ряди стахановців, успішно зберемо врожай і тим самим посилимо бойову могутність Червоної Армії, ще більше згуртуємось навколо партії Леніна».
Слова свого великобагачанці дотримали. Вони з подвоєною енергією працювали, постачаючи окупаційній Червоній Армії продовольство. Активну участь взяли великобагачанці і в зборі коштів у фонд оборони. 1314 крб. з власних заощаджень внесли до цього фонду Олена Олійник, Валентина Бачинська і Раїса Корнієнко. Працівники Великобагачанської МТС відрахували до фонду оборони свій триденний заробіток.
Незважаючи на опір радянських воїнів, 15 вересня 1941 року, після запеклого бою, ворог окупував Велику Багачку.

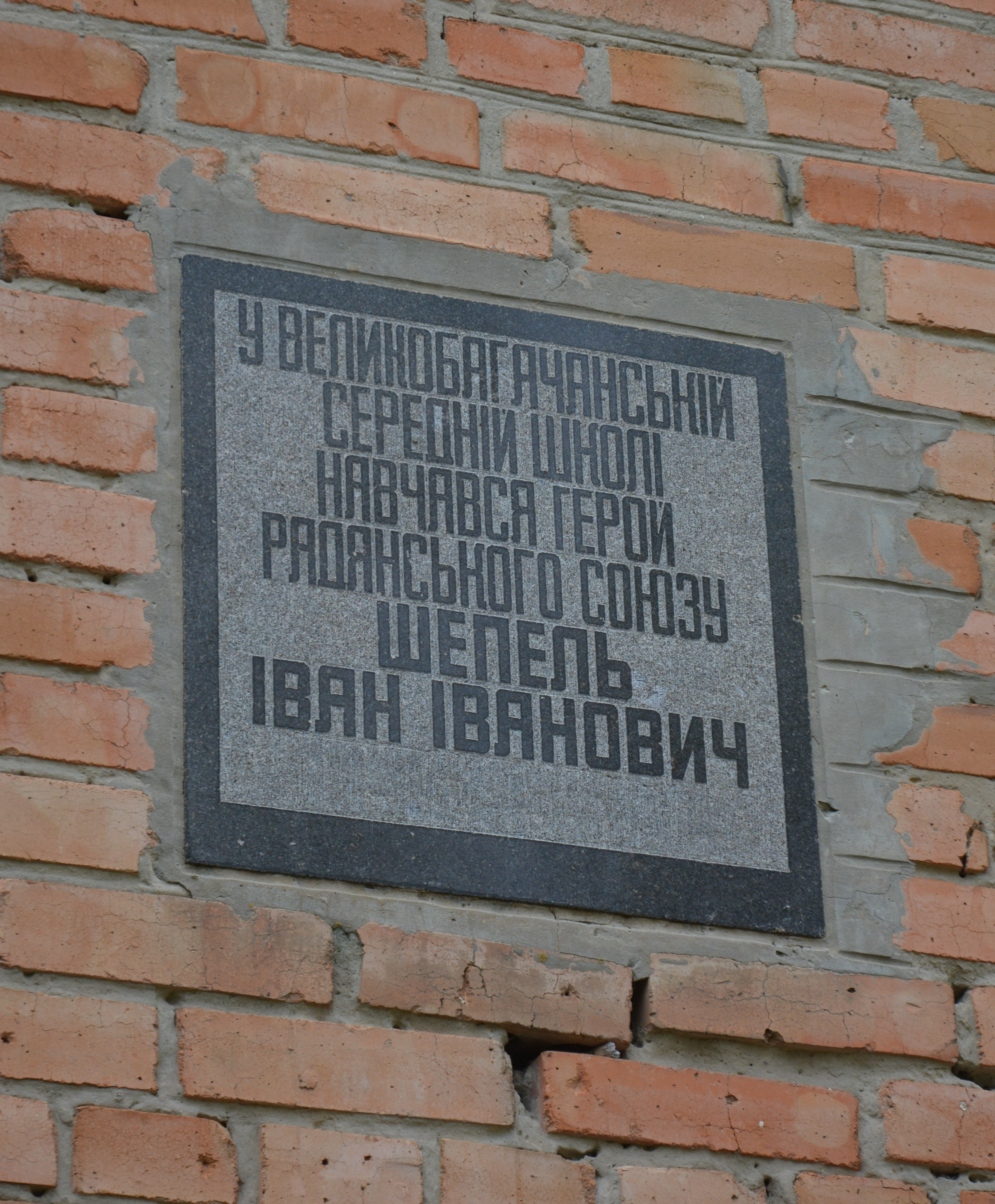
Меморіальна дошка на честь Героя Радянського Союзу І. І. Шепеля

Гітлерівці з допомогою місцевого поліцейського викрили підпільну партійну групу, яку очолював Ф. С. Микитенко, і розстріляли її учасників.
Настали дні, сповнені горя й смутку. Гітлерівці всіляко знущалися з населення, намагаючись своєю жорстокістю залякати людей, зробити їх покірливими. Схопивши М. П. Маленко, яка передруковувала таємні матеріали для партизанського з'єднання генерал-майора М. І. Наумова, нацисти піддали її жорстоким катуванням. Їй відрізали вуха, порізали груди, але відважна патріотка не виказала народних месників. Її розстріляли. Гітлерівці закатували й вбили 22 чоловіки з Великої Багачки.
Партизанську боротьбу в тилу ворога вели десятки радянських патріотів. Тут діяли підпільна партизанська група та партизанський загін ім. М. Щорса, очолювані З. Коленчуком. Народних месників підтримувало населення. Воно постачало їм продовольство, переховувало й лікувало поранених.
20 вересня 1943 року війська 20-го Гвардійського корпусу під командуванням генерал-лейтенанта М. І. Бірюкова визволили Велику Багачку.
Понад 850 жителів Великої Багачки відважно боролися на фронтах Німецько-радянської війни. 445 з них за мужність і героїзм удостоєні урядових нагород. Уродженцям Багачки І. І. Шепелю і Г. Г. Кияшку — присвоєно високе звання Героя Радянського Союзу. Перший із них командував стрілецькою ротою при форсуванні Дніпра. Закріпившись на правому березі, рота відбила 5 запеклих атак, знищила 200 гітлерівців, підпалила і підбила 4 ворожих танки. Танкова рота Г. Г. Кияшка відзначилась при розгромі нацистських військ на території сусідньої Білорусі. 2 липня 1944 року вона захопила с. Красне (поблизу Мінська). Вогнем гармати свого танка командир знищив 200 ворожих солдатів і офіцерів, підбив 3 самохідні гармати «Фердинанд», три танки, висадив у повітря склад з пальним. Поранений Г. Г. Кияшко залишив свій палаючий танк і з екіпажем вирвався з ворожого оточення.
У тяжких умовах, коли ще тривала війна, довелось великобагачанцям відроджувати своє селище. Страшних руйнувань завдали йому нацисти. Гітлерівці залишили після себе згарища й руїни. Були зруйновані всі промислові підприємства. Зяяли пусткою вікна школи й клубу. Не стало у Великій Багачці ні крамниць, ні аптеки.
Гітлерівці вивезли на  роботи в Німеччину 128 юнаків і дівчат.
Відбудова зруйнованого німецькими загарбниками господарства розпочалася з перших же днів після відновлення радянської окупації. Вже навесні 1944 року колгоспи, незважаючи на нестачу тягла, насіння, машин, першими в районі успішно провели сівбу зернових культур і цукрових буряків. Високих показників у праці досягли ланки Д. Скороденко, Т. Свічкар, В. Коршак, Г. Прокопенко, Г. Полохливець. Уже в 1944 році колгоспники району, успішно виконавши план хлібозаготівель, здали у фонд Червоної Армії 1 млн. 167 тис. пудів зерна.
В дні, коли наша країна готувалася відзначити 27-і роковини Червоної Армії, трудящі Великої Багачки виявили великий патріотизм. Вони з власних заощаджень зібрали на побудову ескадрильї літаків «Полтавщина — переможцям» 1 млн. 226 тис. карбованців.
Переборюючи великі труднощі післявоєнного часу, люди піднімали з руїн, відроджували господарство. Споруджувались господарські будівлі, створювались нові ферми.
З допомогою народів зі східних районів СРСР трудящі Великої Багачки в досить короткий строк відбудували господарство. Держава надала їм кредити і матеріали.
Самовіддано працювали колгоспники, навіть і ті, хто вже пішов на заслужений відпочинок. Так, у колгоспі «Перекоп» 72-річний колгоспник С. Т. Черната, який трудився в артілі з 1930 року, за 22 дні під час жнив виробив 69 трудоднів. Його ім'я було занесено на Дошку Пошани.

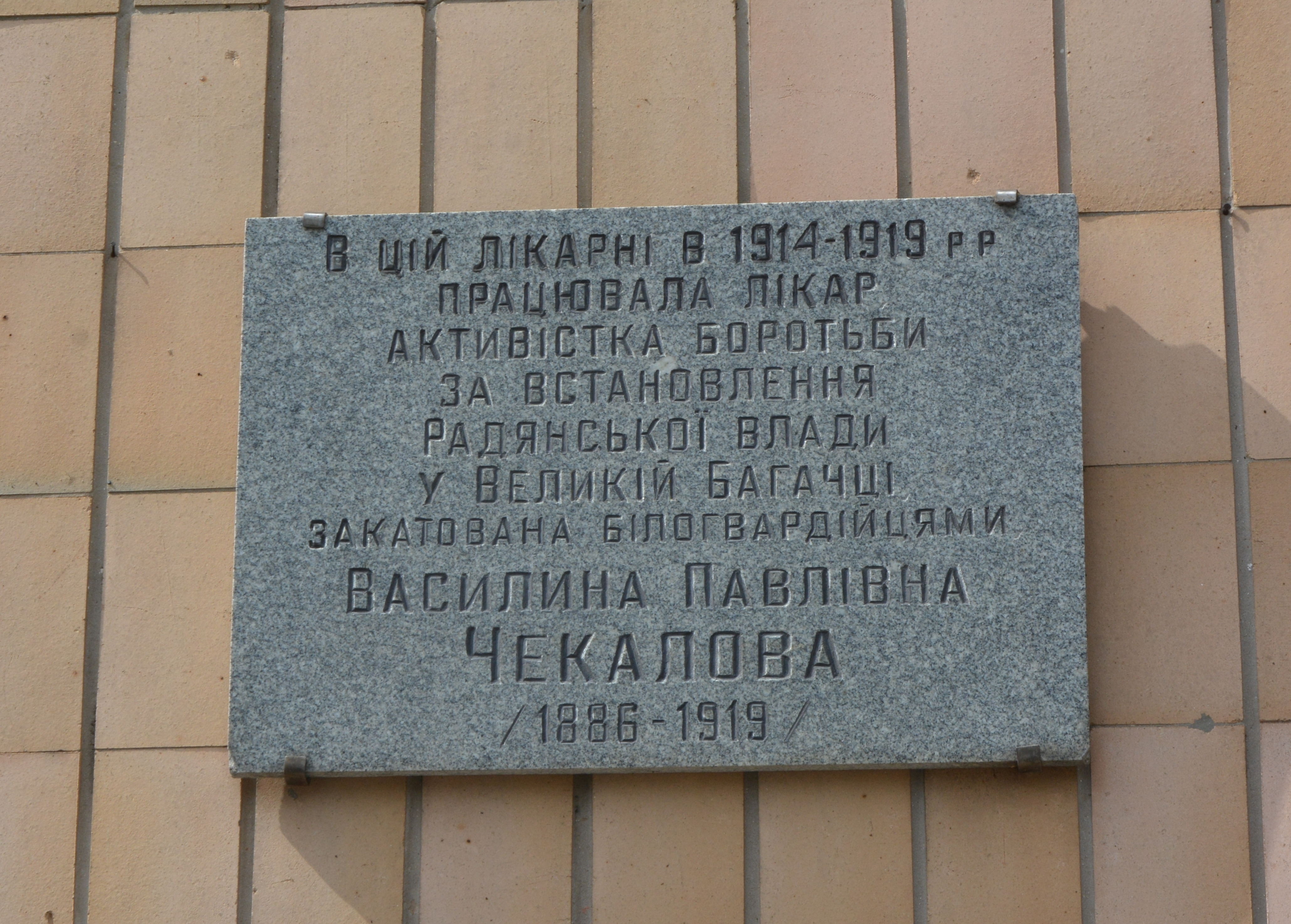
Меморіальна дошка на честь лікаря В. П. Чекалової

Колгосп побудував майстерню, великий типовий цегляний свинарник, вкрив його черепицею власного виробництва.
Повертались додому після переможного закінчення Німецько-радянської війни демобілізовані воїни радянської армії і включалися в господарське життя. Знову сів за штурвал комбайна Микола Третяк.
В боротьбі за виконання плану післявоєнної п'ятирічки відзначилась тракторна бригада Великобагачанської МТС, яка обслуговувала колгоспи селища. Серед кращих була і бригада, яку очолював син відомого народного співця — Г. Ф. Кушнерик. У пресі не раз повідомлялось: «Великобагачанська МТС поліпшує роботу. Запровадивши погодинний графік на сівбі, вона проводить сівбу зернових в стислі строки». За високі показники в роботі на районну Дошку Пошани кілька разів заносили імена робітників Великобагачанської МТС А. С. Ткаченка та І. І. Колодяжного.
У славних трудових справах колгоспникам часто допомагали робітники й службовці села. Так, тільки в липні 1954 року на допомогу артілі ім. Леніна прибуло 80 робітників і службовців підприємств та установ з районного центру. Вони, зокрема, викопали 60 метрів траншей для водопроводу, відсортували 15 тонн пшениці і виконали ряд інших невідкладних робіт.
Зусиллями трударів Великої Багачки ще в 1946 році було відбудовано промкомбінат, відкрито нові цехи — кравецький та слюсарний, побудовано олійницю.
В авангарді борців за відбудову народного господарства йшли комуністи. В районній партійній організації в 1944 році було вже 122 комуністи і кандидати в члени партії.
Більше як 50 чоловік налічував агітколектив, який проводив велику роз'яснювальну й політично-масову роботу серед виборців під час підготовки до виборів до Верховної Ради СРСР та Верховної Ради УРСР. Активну участь у виборчих кампаніях брала комсомольська організація середньої школи.
Партійний актив Великої Багачки постійно поповнював свої знання, навчаючись у системі партійної політосвіти.
Скромну, але велику й потрібну роботу агітатора відобразив місцевий поет П. Семененко у вірші «Агітатор».
Громадськість селища з вдячністю згадує вчительку середньої школи Є. І. Вальську, яка працювала на педагогічній роботі чверть століття, багато її учнів закінчили вузи, технікуми, служили в радянській армії.
У післявоєнні роки цінні наукові поради давали хліборобам науковці кафедри рослинництва Полтавського сільськогосподарського інституту. Вони виступали на нарадах, бували частими гостями на колгоспних ланах, виступали зі статтями в районній газеті.
Водночас із відбудовою господарства відроджувались лікувальні та культурно-освітні заклади. У 1948 році було відбудовано лікарню, що значно сприяло поліпшенню медичного обслуговування населення. Відновили роботу клуб, бібліотека. Учасники художньої самодіяльності селища знову з успіхом виступали на районних та обласних оглядах.
Як і до війни, жителі села разом з представниками громадськості столиці України в 1950 році відзначили 75-річний ювілей свого земляка Ф. Д. Кушнерика. На торжества прибули від Спілки письменників України М. Т. Рильський, А. С. Малишко, М. П. Стельмах та інші.
За післявоєнні роки Велика Багачка стала ще кращою, ніж була до Німецько-радянської війни. У 1959 році за постановою виконкому Полтавської обласної Ради депутатів трудящих її віднесено до категорії селищ міського типу.
Виходячи з господарської доцільності, колгоспи Великої Багачки об'єдналися в один — ім. Леніна, земельні угіддя якого становили понад 6 тис. га. На його фермах налічувалося 1600 голів великої рогатої худоби, у тому числі 588 корів, 4076 свиней. Артіль мала 20 автомашин, 34 трактори, 15 комбайнів та багато іншої сільськогосподарської техніки.

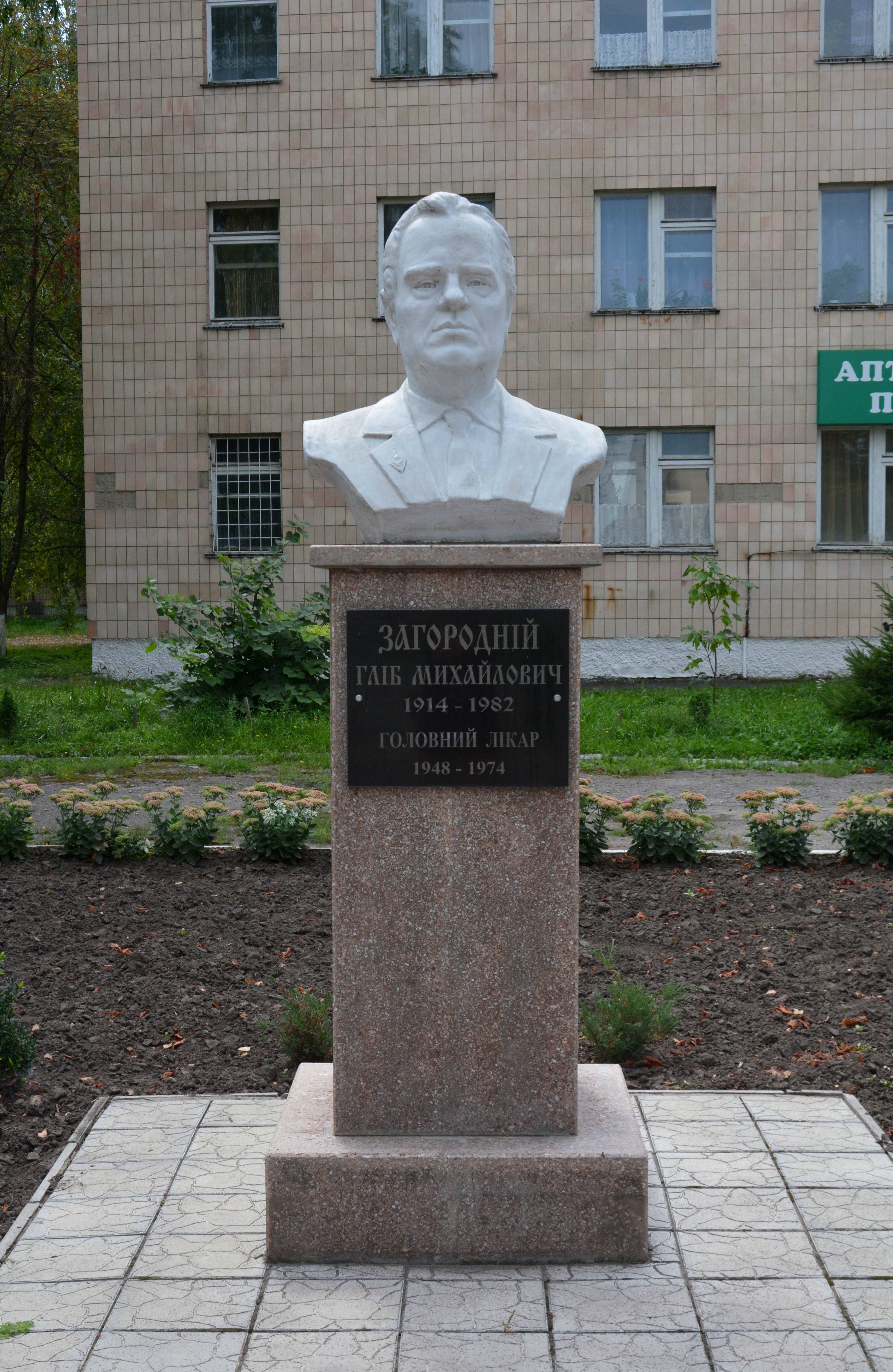
Пам'ятник-погруддя Г. М. Загородньому

Основним багатством колгоспу були люди, борці за збільшення виробництва сільськогосподарських продуктів, за рентабельність господарства.
Багато років працювала трактористкою Д. П. Діденко, яка очолювала ланку по вирощуванню просапних культур без затрат ручної праці. Уже в 1962 році її ланка зібрала на кожному з 50 га по 39 ц зерна кукурудзи — на 11,4 ц більше, ніж на ділянках, де її обробляли вручну. Собівартість центнера зерна в ланці становила 1 крб. 52 коп. Згодом вона добилася ще кращих показників по 51,6 ц з кожного га. Собівартість центнера зерна знизилась до 1 крб. 37 копійок.
Серед передовиків тваринництва колгоспники називали доярок Любов Левчук, Софію Бандур, Килину Балюк та інших. Створення міцної кормової бази дало можливість артілі значно підвищити продуктивність тваринництва. Якщо в попередні роки надій молока від кожної корови в середньому не досягав 1 тис. кг, то в 1965 році він перевищив 1580 кг. Значно зросло і виробництво м'яса та сала. У 1966 році колгосп виробив на 100 га сільськогосподарських угідь по 237,1 ц молока і по 88,2 ц м'яса. Розвиток громадського господарства забезпечував підвищення доходів артілі, зростання оплати праці колгоспників. У 1966 році, наприклад, середня оплата людинодня перевищила 3 карбованці.

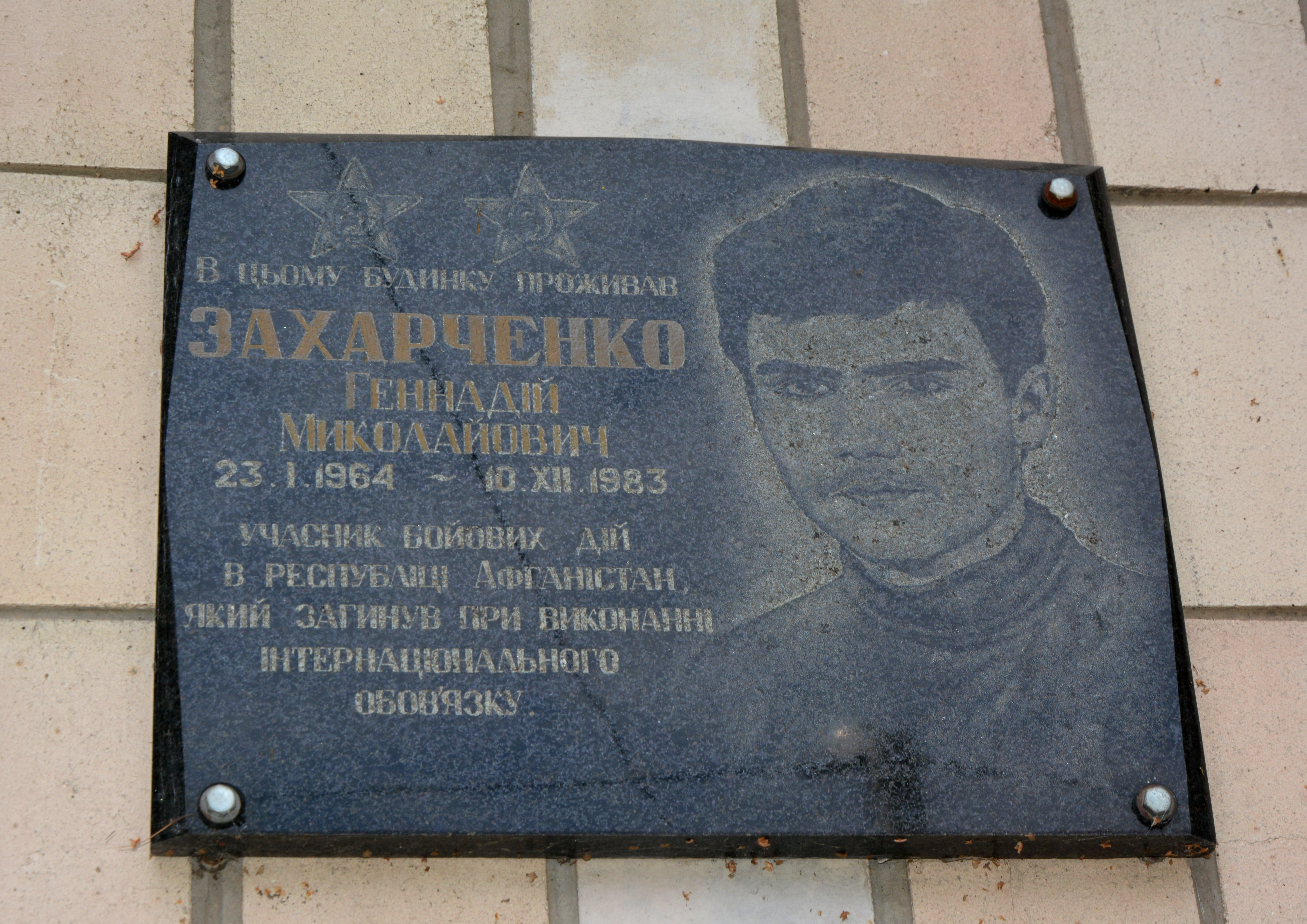
Меморіальна дошка на честь учасника бойових дій в Афганістані Г. М. Захарченка.

У 1959 році в селищі створено відгодівельний радгосп, який має 293 га землі та 28 господарських будівель. На відгодівлі стояло близько 3 тис. голів свиней, 800 голів великої рогатої худоби. Господарство обслуговувало 96 автомашин, 16 тракторів. За хороші показники в роботі колективу радгоспу в 1965 році вручено перехідний Червоний прапор Міністерства м'ясної і молочної промисловості. Групу виробничників удостоєно урядових нагород.
Успішно працювали промислові підприємства Великої Багачки. На промкомбінаті щороку вироблялося понад 5 млн штук цегли та багато черепиці. Перевиконували плани працівники млина, крупорушки й олійниці.
В авангарді трудівників селища йшли комуністи, а їх у Великій Багачці налічувалося 184 чоловіки.
За післявоєнні роки у Великій Багачці розгорнулось велике житлове будівництво. Понад 500 нових будинків спорудили великобагачанці. Проведено значну роботу по благоустрою селища, яке було повністю електрифіковане і радіофіковане. Тут був комбінат побутового обслуговування, побутові павільйони, чайна тощо.
Достаток прийшов до кожної хати. Значно зріс добробут трудівників селища. Середній місячний заробіток робітника радгоспу становив 78 крб., а передовики одержували по 100—150 крб. на місяць. Не менше заробляли і колгоспники. Так, Ф. К. Литвиненко у 1965 році одержав 777 крб. та 1534 кг хліба. Майже стільки ж заробили колгоспники В. В. Бут, І. П. Кир'ян та багато інших. Колгоспники-ветерани праці забезпечувалися пенсією.
Жителі селища мали 19 легкових автомобілів, 41 мотоцикл, більше 1000 телевізорів і радіоприймачів. У життя і побут великобагачанців міцно входили нові звичаї і обряди.

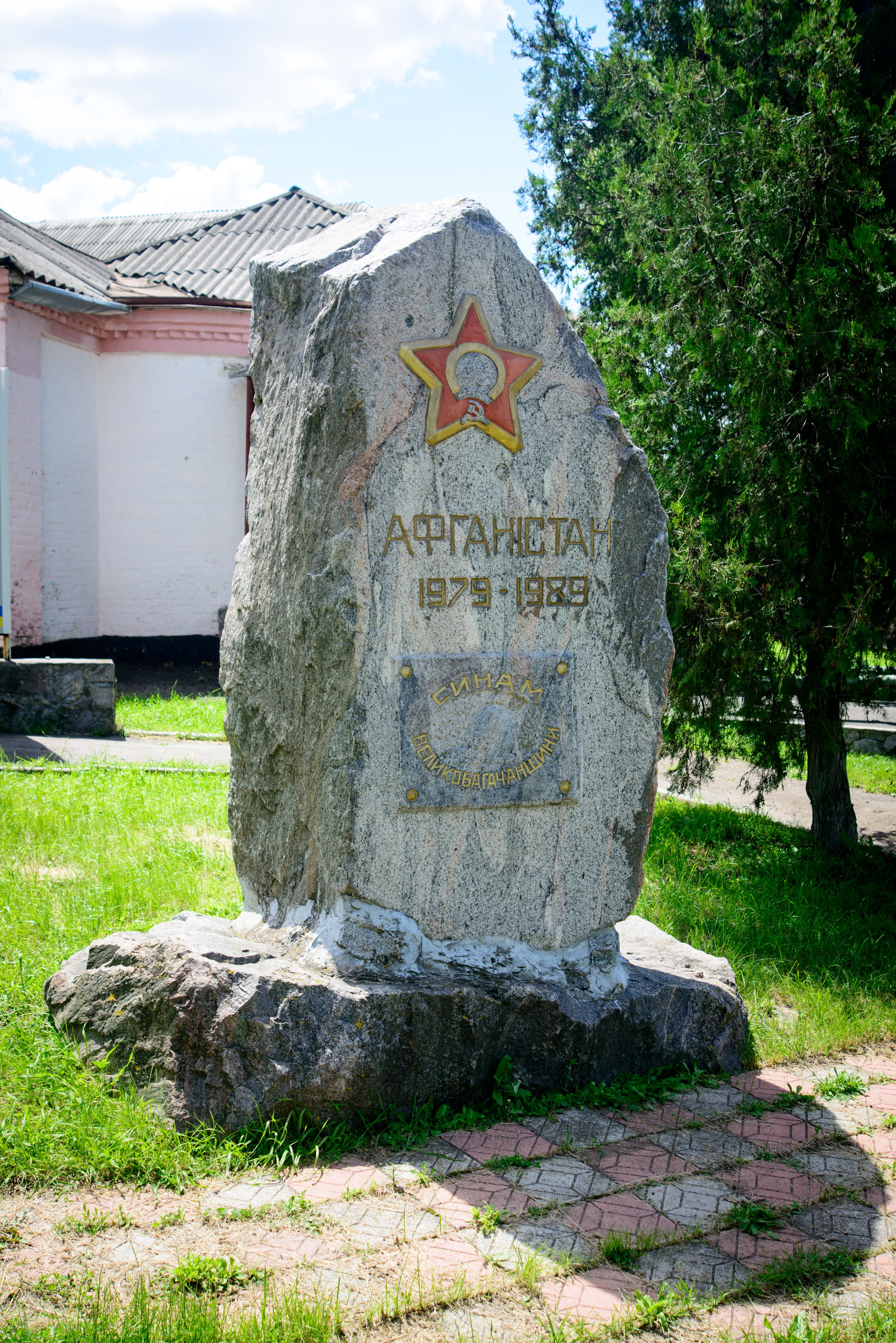
Пам'ятний знак учасникам бойових дій в Афганістані

Поліпшилось медичне обслуговування трудівників Великої Багачки. В селищі була лікарня на 100 ліжок. Було побудовано поліклініку. 16 працівників поліклініки мали вищу освіту, а всього її обслуговувало 139 чоловік. Лікарю С. І. Бережному присвоєно звання заслуженого лікаря УРСР.
Значно зріс культурний і освітній рівень населення. Тільки за 1951—1966 рр. Великобагачанську середню школу закінчило 920 чол. Понад 150 її випускників за цей час здобули вищу і середню спеціальну освіту. У 1966/67 навчальному році в школі було 750 учнів, працювало 54 вчителі. Більше 200 юнаків і дівчат із Великої Багачки навчалися у вищих і середніх спеціальних навчальних закладах країни.

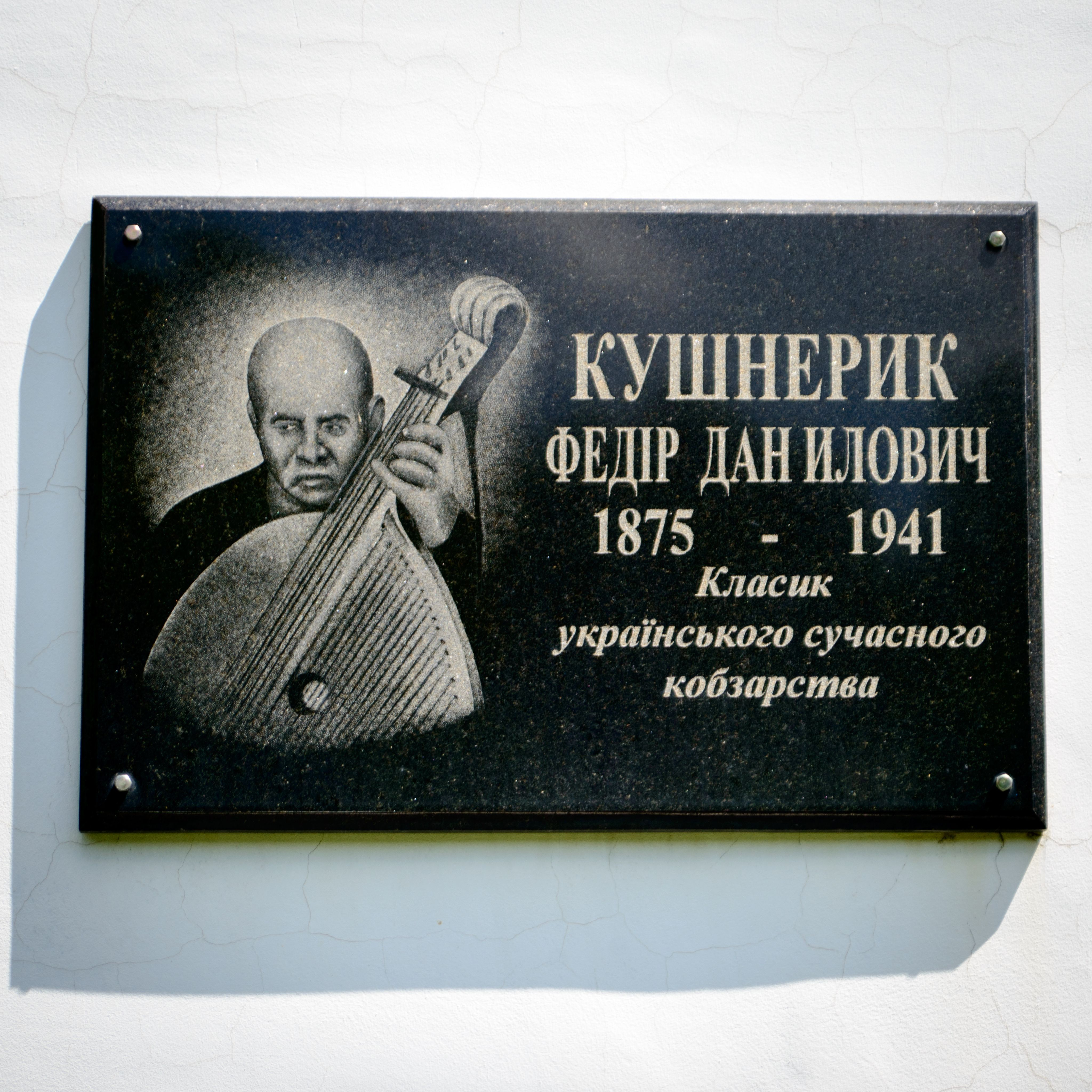
Пам'ятна дошка кобзареві Ф. Д. Кушнерику

Культурні запити населення задовольняв Будинок культури на 450 місць, при якому працювали лекторії, гуртки художньої самодіяльності. В селищі був кінотеатр, дві бібліотеки, музей.
У новій п'ятирічці до селища підвели газопровід. Також тут спорудили новий будинок відпочинку на 150 місць, постійно діючий піонерський табір на березі р. Псла, переобладнали кінотеатр на широкоекранний, значно розширили промкомбінат, спорудили ряд нових підприємств по переробці сільськогосподарської сировини.
Трудящі Великої Багачки робили усе для того, щоб успішно здійснити завдання нового п'ятирічного плану, внести і свій вклад у загальну справу побудови комунізму в країні.
У 1968 році чисельність населення становила 6,1 тис. осіб.
У 1978 році тут діяли фабрика господарських виробів, комбікормовий завод, млин, дві міжколгоспних будівельних організації, комбінат побутового обслуговування, середня школа, музична школа, лікарня, поліклініка, санаторій, Будинок культури, кінотеатр і дві бібліотеки.
У 1989 році чисельність населення становила 6322 людини.
1989 року на пошану видатного кобзаря Ф. Кушнерика було започатковано свято кобзарського мистецтва, яке відтоді проводять щороку.

## Політика

### Парламентські вибори, 2019
На позачергових парламентських виборах 2019 року у селищі функціонували окремі виборчі дільниці № 530001 і 530002, розташовані у приміщенні школи і школи мистецтв відповідно.
Результат
- зареєстровано 4223 виборці, явка 51,10%, найбільше голосів віддано за «Слугу народу» — 56,01%, за «Опозиційну платформу — За життя» — 10,86%, за Всеукраїнське об'єднання «Батьківщина» — 7,58%.[9] В одномандатному окрузі найбільше голосів отримала Анастасія Ляшенко (Слуга народу) — 44,61%, за Костянтина Іщейкіна (самовисування) — 14,81%, за Олексія Баганця (Всеукраїнське об'єднання «Батьківщина») — 10,88%[10].

## Економіка
- Молочно-товарна ферма.
- Санаторій «Псьол» — мінеральна вода «Великобагачанська», яка за своїми лікувальними властивостями подібна до «Миргородської»
- ПП «Великобагачанський комбікормовий завод»
- КП «Великобагачанський коопзаготпром»
- Великобагачанський райспоживспілка
- ПП «Електрон»
- ТОВ «Великобагачанський будівельник»
- ТОВ «Довіра-Плюс»
- ПП «Довіра 1»
- ПП «Короп»

### Санаторій Псьол
В селищі Велика Багачка, на дивовижному березі річки Псел, знаходяться корпуси санаторію «Псьол». Сама природа потурбувалася про ефективне лікування та повноцінний відпочинок для кожного, хто приїздить сюди. Санаторій «Псьол» — стаціонарний санаторно-курортний заклад, розрахований на 200 місць. Цілюще повітря хвойного лісу, піщані пляжі. Мінеральна вода — «Великобагачанська»
Лікують хронічні гастрити, коліти, проктосигмоїдити, жовчнокам'яну хворобу, пієлонефрити, сечокам'яну хворобу, хронічні захворювання бронхолегеневої системи, бронхіальну астму, остеохондрози, поліартрити, радикуліти, гінекологічні захворювання, простатити. Стоматологія.

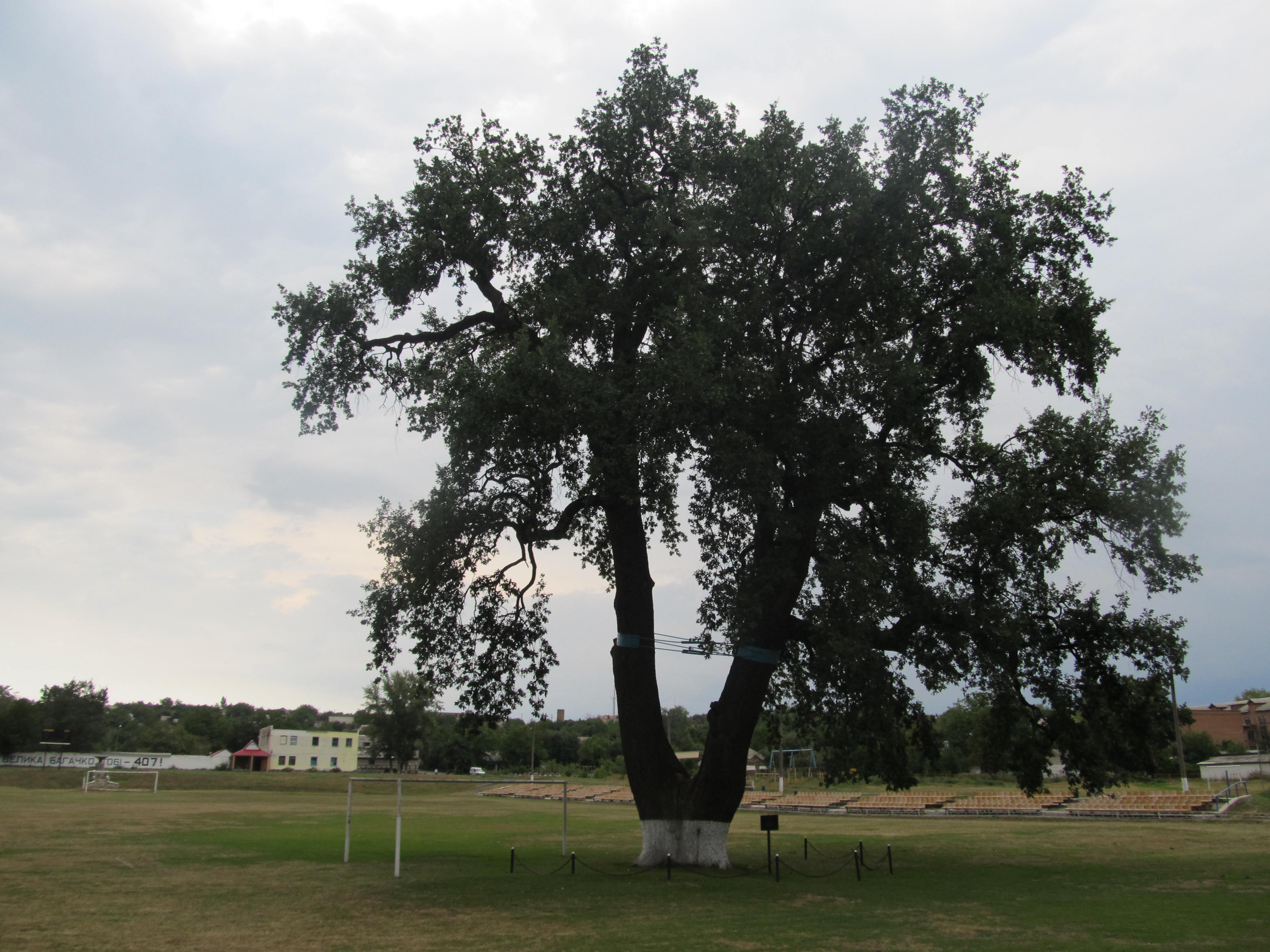
Дуб черешчатий у Великій Багачці

У санаторії використовуються найсучасніші методи лікування та діагностики: іридодіагностика, комп'ютерне обстеження всього організму, голкорефлексотерапія, масаж, сорбційна терапія, методики східної енергетичної терапії, функціональної біоенергодіагностики і біоенерготерапії; медово-молочні бальнеопроцедури, сауна, бальнеологія, трускавецький озокерит, лазеротерапія, пневмовакуумний пресинг, ванни Джакузі, контрастні, перлинні, мінеральні ванни; підводний душ-масаж; тренажерна зала, ЛФК, фітобар, аромотерапія, апітерапія, УЗ-обстеження та інше. Детоксикація організму (виведення шлаків, продуктів метаболізму за допомогою японського апарату «Детокс». Рання діагностика захворювань на стадії доклінічних проявів.
Традиційна українська кухня, дієтичні страви на замовлення. Цікава культурна програма, дозвілля. Працює бар-ресторан, більярд. Послуги перукаря та косметолога. Проживання у затишних кімнатах з усіма зручностями; працює супутникове телебачення, телефони у кімнатах. Пропонуються екскурсійні поїздки по історичних місцях Полтавщини, туризм.

## Населення
За даними Всеукраїнського перепису населення 2001 року чисельність населення становила 5686 чоловік.
Станом на 1 січня 2011 року чисельність населення становила 5797 чоловік, на 1 січня 2012 року — 5799 осіб, на 1 січня 2013 року — 5753 людини, на 1 січня 2025 року — 5080 осіб.

### Мова
Розподіл населення за рідною мовою за даними перепису 2001 року:
| Мова            | Кількість | Відсоток |
| --------------- | --------- | -------- |
| українська      | 5472      | 96.24%   |
| російська       | 194       | 3.41%    |
| вірменська      | 5         | 0.09%    |
| румунська       | 4         | 0.07%    |
| білоруська      | 2         | 0.04%    |
| інші/не вказали | 9         | 0.15%    |
| Усього          | 5686      | 100%     |

## Об'єкти соціальної сфери
- Великобагачанська загальноосвітня школа І-ІІІ ступенів
- Заклад дошкільної освіти «Дзвіночок»
- Дитячо-юнацький спортивний заклад
- Районний центр народної творчості
- Будинок Творчості Дітей та Юнацтва
- Дитяча музична школа імені Ф. Д. Кушнерика
- Станція юних техніків
- Виходить газета «Рідний край»

## Пам'ятки
- Байраківський заказник — ландшафтний заказник місцевого значення.
- Дуб черешчатий — пам'ятка природи місцевого значення.
- Братська могила радянських воїнів, партизанів, пам'ятник землякам
- Братська могила учасників встановлення радянської влади
- Могила українського кобзаря Ф. Д. Кушнерика
- Меморіальна дошка на честь Героя Радянського Союзу І. І. Шепеля
- Меморіальна дошка на честь лікаря В. П. Чекалової
- Пам'ятник В. І. Леніну (безпечно демонтований 25 травня 2016 року)
- Меморіальна дошка на честь учасника бойових дій в Афганістані Г. М. Захарченка
- Пам'ятний знак учасникам бойових дій в Афганістані
- Пам'ятний знак жертвам Чорнобиля та учасникам ліквідації аварії на ЧАЕС
- Пам'ятник кобзареві Ф. Д. Кушнерику
- Пам'ятна дошка кобзареві Ф. Д. Кушнерику
- Пам'ятник-погруддя Т. Г. Шевченку
- Пам'ятний знак козакам Багачанської сотні
- Місце поховання жертв Голодомору 1932—1933 рр.
- Пам'ятник-погруддя Г. М. Загородньому

## Особистості

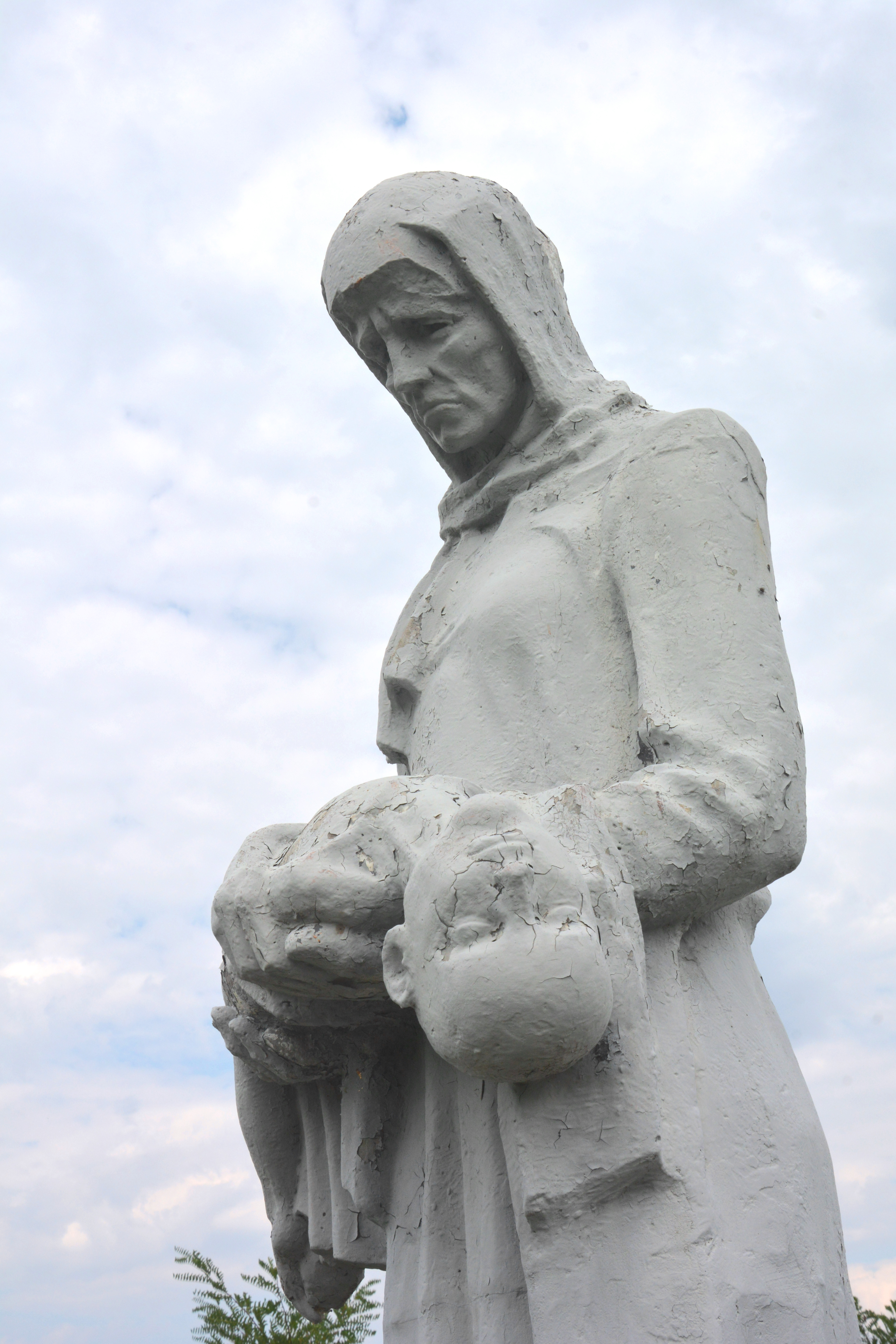
Пам'ятник загиблим під час Голодомору 1932—1933

У 1940 році до Багачки приїздили П. Г. Тичина, М. І. Рильський, у 1960 А. С. Малишко, М. П. Стельмах. Про свою подорож до Великої Багачки П. Г. Тичина написав вірш «Їдемо з Великої Багачки», де розповів про вшанування кобзаря Федора Кушнерика. У Великій Багачці жили кобзарі Антін Скоба (1863—1908), Федір Кушнерик (1875—1941) та Герої Радянського Союзу І. І. Шепель (до речі на фасаді школи встановлено меморіальну дошку) і Г. Г. Кияшко. Тут провів дитячі роки український письменник О. В. Донченко (1902—1954). Коли до Багачки приїздив кінорежисер О. П. Довженко, то із задоволенням слухав пісні Ф. Д. Кушнерика, знімав фільм «Щорс», змальовував дуб, який і досі стоїть серед стадіону неподалік від школи. Тут народились український поет Сергій Осока (Нечитайло) та український дипломат Бутяга Володимир Іванович, педагог-організатор шкільної освіти на Донбасі Григорій Лейко.
У 1923–1928 рр. в селі учителем працював письменник Плужник Євген Павлович (1898—1936).

### Тарас Шевченко і Багачка
За життя Тараса Шевченка Велика Багачка належала до Миргородського повіту Полтавської губернії Російської імперії.
Поет був тут проїздом влітку та у жовтні 1845, коли за завданнями Археологічної комісії описував архітектурні й історичні пам'ятки Полтавщини.

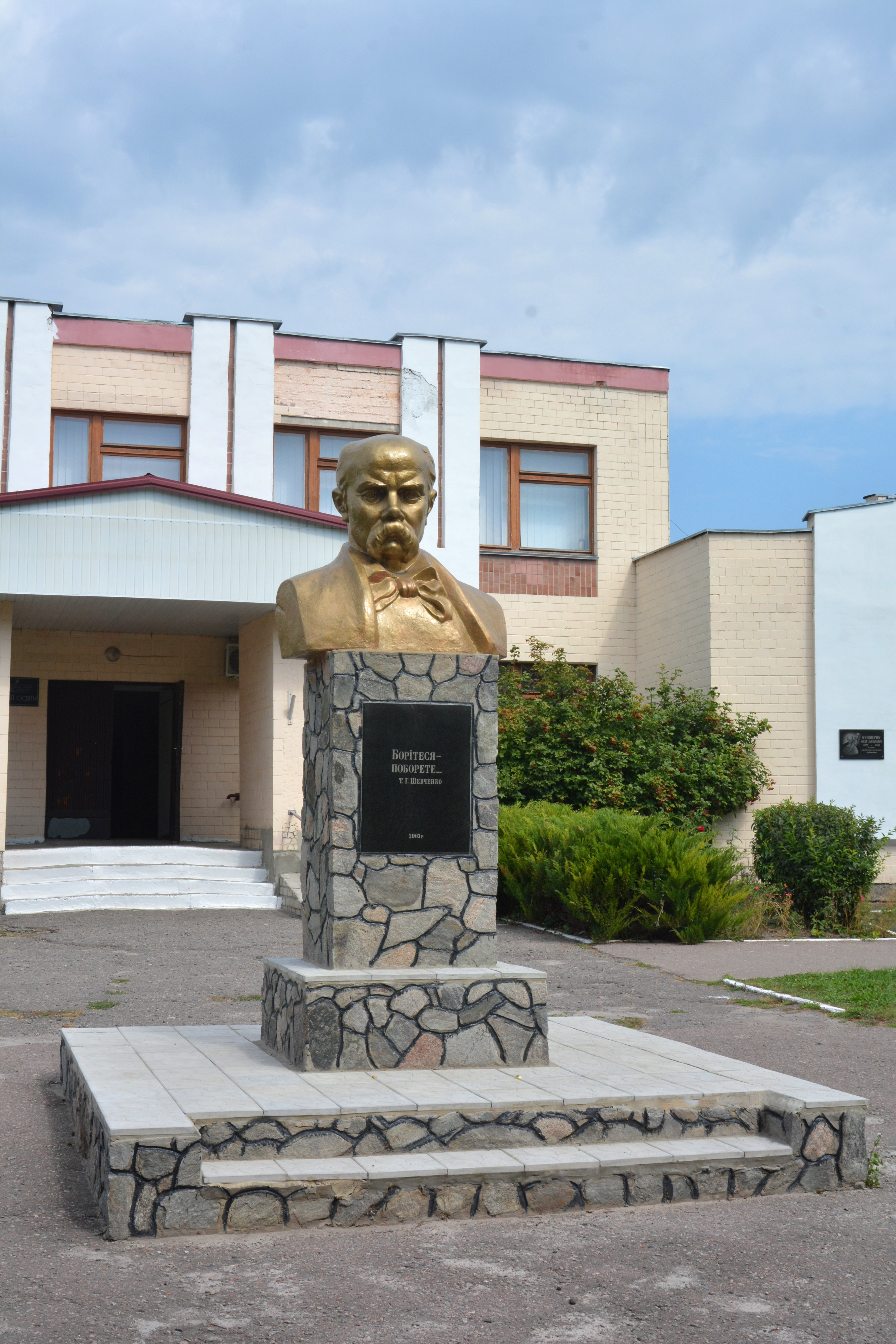
Пам'ятник-погруддя Т. Г. Шевченку

Весну, літо й осінь 1845 року Шевченко провів у Мар'їнському на запрошення предводителя дворянства Миргородського повіту Олександра Лук'яновича. Жив у окремому від панів приміщенні, малював портрети й краєвиди. Поет здружився з селянами, охоче з ними зустрічався і розмовляв.
Згадки про Велику Багачку є в повісті «Близнецы» та в «Археологічних нотатках».
Зараз в селищі на честь Тараса Шевченка названо вулицю і кінотеатр.

### Уродженці
- Скоба Антін Якович (1853—1908) — видатний український кобзар;
- Кушнерик Федір Данилович (1875—1941) — видатний український кобзар;
- Тронько Руслан Миколайович (1981—2015) — сержант Збройних сил України, учасник російсько-української війни;
- Василь Глосинський (Клосинський) (?—1665) — козацький діяч, дипломат. Генеральний суддя, генеральний писар Війська Запорозького;
- Фединський Всеволод Володимирович (1908—1978) — вчений-астроном та геофізик. Директор Науково-дослідного інституту прикладної геофізики (1944), професор МДУ (1950, 1977), головний редактор журналу «Астрономічний вісник» (1967), член-кореспондент АН СРСР (1968);
- Загородній Анатолій Глібович (1951 р.н.) — український фізик, президент НАН України;
- Загородній Гліб Михайлович (1914-1982) — український лікар, батько президента НАН України Анатолія Загороднього;
- Сахно Тамара Вікторівна — доктор хімічних наук;
- Олександр (Олександр Биковець) — церковний діяч УПЦ КП;
- Бутяга Володимир Іванович (1949 р.н.) — дипломат;
- Журбій Олександр Петрович (1926—2005) — художник;
- Кияшко Григорій Григорович (1919—1995) — Герой Радянського Союзу;
- Шепель Іван Іванович (1906—1968) — Герой Радянського Союзу;
- Осока Сергій Олександрович (1980 р.н.) — поет, перекладач;
- Лейко Григорій Федорович (1910—1981) — педагог-організатор шкільної освіти на Донбасі;
- Балабанов Віктор Олександрович (1965—1991) — учасник бойових дій в Афганістані;
- Солод Олексій Пудович (1924—2003) — кавалер ордена Слави;
- Данько Петро Григорович (1934—2011) — письменник-краєзнавець, ветеран війни і праці, отаман Великобагачанського куреня.
- Іванченко Віталій Васильович (1978 р.н.) — український театральний та кіноактор.